# Adelboden
Adelboden es una comuna suiza del cantón de Berna, situada en el distrito administrativo de Frutigen-Niedersimmental. Limita al norte con las comunas de Diemtigen y Frutigen, al este con Kandersteg, al sur con Leukerbad (VS), al suroeste con Lenk im Simmental y al oeste con Sankt Stephan.
La localidad es famosa por ser una de las estaciones de invierno más visitadas e importantes de los Alpes berneses, así como por ser una de las sedes predilectas en Suiza para la realización de la copa del Mundo de esquí alpino. Hasta el 31 de diciembre de 2009 estaba situada en el distrito de Frutigen.

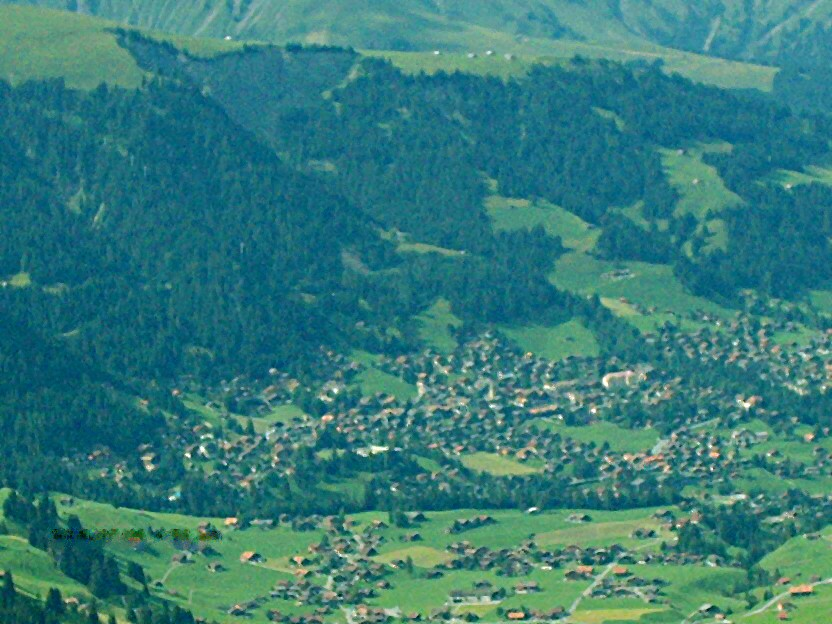
Vista aérea de Adelboden.